# Meševa stela
Meševa stela, znana tudi kot Moabitski kamen, je stela (popisan kamen), ki jo je okoli leta 840 pred našim štetjem postavil moabitski kralj Meša (kraljestvo, ki je bilo v sodobni Jordaniji). Meša pripoveduje, kako se je moabitski bog Kemoš razjezil nad svojim narodom in dovolil, da so ga pokorili Izraelci, toda na koncu se je Kemoš vrnil in pomagal Meši, da je premagal Izraelce in obnovil moabitske dežele. Meša opisuje svoje številne gradbene projekte. Nekateri pravijo, da je napisana v feničanski pisavi, drugi pa pravijo, da je napisana v staro hebrejski pisavi, ki je tesno povezana.
Kamen je nedotaknjen odkril Frederick Augustus Klein, anglikanski misijonar, na mestu starodavnega Dibona (danes Dhiban v Jordanii), avgusta 1868. Kleina je do njega vodil lokalni beduin, čeprav noben od njih ni znal brati besedila. Takrat so ljubiteljski raziskovalci in arheologi iskali po Levantu dokaze, ki bi dokazali zgodovino Biblije. Novice o odkritju so začele dirko med Francijo, Veliko Britanijo in Nemčijo za nakup predmeta. Lokalni Arabci so v imenu Charlesa Simon Clermont-Ganneau, arheologa s sedežem v francoskem konzulatu v Jeruzalemu, dobili "tiskan" (mašev papir – papier-mâché). Naslednje leto je pleme Bani Hamida stelo razdelilo na več kosov, kar je bilo videti kot kljubovanje osmanskim oblastem, ki so na beduine pritiskale, da bi izročile stelo, da bi jo lahko dali Nemčiji. Kasneje je Clermont-Ganneauju uspelo pridobiti kose in jih sestaviti skupaj zahvaljujoč tisku, ki je bil narejen pred uničenjem stele.
Meševa stela, najdaljši napis iz železne dobe, ki so ga kdaj našli v regiji, je glavni dokaz moabitskega jezika in je »temeljni kamen semitske epigrafije« in zgodovine . Stela, katere zgodba je z nekaterimi razlikami enaka epizodi v biblijskih knjigah kraljev (2 Kr 3,4–8), ponuja neprecenljive podatke o moabitskem jeziku in političnem odnosu med Moabom in Izraelom v nekem trenutku v 9. stoletja pred našim štetjem.  Gre za najobsežnejši napis, ki je bil kadar koli obnovljen in se nanaša na kraljestvo Izrael ('Omrijska hiša'); ima najzgodnejše določene ekstrabiblične navedbe na izraelskega boga GOSPODA. André Lemaire je rekonstruiral del 31. vrstice, ko je prebral 'Davidovo hišo', kar bi pomenilo, da bi lahko vseboval najzgodnejšo omembo Davida izven Biblije. Lemairovo branje je bilo izpodbijano, drugi so prebrali 'Balak', moabitski kralj, omenjen v Num 22–24. To je tudi eden od štirih znanih sodobnih napisov, ki vsebujejo ime Izrael, druge so Merneptahova stela, Stela iz Tel Dana in Kurški steli. Njena pristnost je bila skozi leta oporekana in nekateri svetopisemski minimalisti menijo, da besedilo ni bilo zgodovinsko, ampak svetopisemska alegorija, vendar stelo velika večina biblijskih arheologov danes šteje za pristno in zgodovinsko.
Stela je trenutno na ogled v Franciji v muzeju Louvre, Jordanija pa zahteva njeno vrnitev.

## Odkritje in opis
Stela je gladek bazalt, visok približno meter, širok 60 cm in debeline 60 cm, na katerem je ohranjen napis v 34 vrsticah.
8. februarja 1870 je George Grove iz palestinskega sklada za raziskovanje napovedal najdbo stele v pismu The Timesu, ki je odkritje pripisal Charlesu Warrenu. 17. februarja 1870 je 24-letni Clermont-Ganneau v publikaciji Revue de l’Instruction objavil prvo podrobno poročilo o  steli. Mesec dni kasneje je sledilo pismo Fredericka Augustusa Kleina, objavljeno v časopisu Pall Mall, v katerem je opisano njegovo odkritje stele avgusta 1868.
Novembra 1869 je stelo polomilo lokalno beduinsko pleme (Bani Hamida), potem ko se je osmanska vlada vključila v lastniški spor. Prejšnje leto so bili Bani Hamida poraženi v pohodu v Balqo, ki jo je vodil Rešid Paša, Vali iz Damaska. Ker so vedeli, da so zahtevo po oddaji kamna nemškemu konzulatu ukazali Osmanci in ugotovili, da naj bi vladar Salta na njih pritiskal, so segreli stelo v ognju, nanjo vrgli hladno vodo in počila je na koščke.
"Tiskanje" (odtis papier-mâché) cele stele je bilo pridobljeno tik pred uničenjem. Ginsbergov prevod uradnega poročila Ueber die Auffindung der Moabitischen Inschrift je navajal, da je Ganneau poslal Arabca z imenom Yacoub Caravacca, da bi ga naredil odtis, saj se »ni hotel podati sam na zelo drago [in nevarno] potovanje«. Caravacca je med delom poškodoval lokalni beduin, eden od njegovih dveh spremljevalnih konjenikov pa je odtise zaščitil tako, da je še vedno vlažne potegnil s kamna na sedmih delčkih, preden je pobegnil.
Koščke prvotne stele, ki so vsebovali večino napisa, 613 črk od približno tisoč, so pozneje našli in sestavili skupaj. Od obstoječih fragmentov stele zgornji desni fragment vsebuje 150 črk, spodnji desni fragment vsebuje 358 črk, srednji desni vsebuje 38, ostali fragmenti pa 67 črk. Preostanek stele je Ganneau rekonstruiral iz odtisa, ki ga je pridobil Caravacca.

## Tekst
Besedilo opisuje:
- Kako je Moab zatiral izraelski kralj Omri in njegov sin zaradi jeze boga Kemoša
- Mešine zmage nad Omrijevim sinom (ni imenovan) in Gadovimi možmi pri Atarothu, Nebu in Jehazu
- Njegove gradbene projekte, obnavljal je utrdbe njegovih močnih krajev in zgradil palačo in rezervoarje za vodo
- Njegove vojne proti Horonaimu
- Zdaj izgubljeni zaključek v uničenih končnih vrsticah

Nobena verodostojna celotna izdaja moabitskega napisa še ne obstaja.

## Razlaga

### Analiza
Meševa stela je najdaljši napis iz železne dobe, ki so ga kdaj našli v regiji, glavni dokaz za moabitski jezik in edinstven zapis vojaških akcij. Povod je bil postavitev svetišča za Kemoš v mestu Qarho, akropoli (citadela) Dibona, glavnega mesta Meše, v zahvalo za pomoč proti Meševim sovražnikom. Kemoš je zaslužen za pomembno vlogo pri Meševih zmagah, vendar ni omenjen v povezavi z njegovimi gradbenimi dejavnostmi, kar odraža ključno potrebo po priznanju božjega naroda v nacionalnem boju življenja in smrti. Dejstvo, da bi številni gradbeni projekti potrebovali leta, dokazuje, da je bil napis narejen dolgo po vojaških akcijah ali vsaj v večini, opis teh akcij pa odraža kraljevsko ideologijo, ki želi kralja predstaviti kot ubogljivega služabnika boga. Kralj tudi trdi, da deluje v nacionalnem interesu z odstranjevanjem izraelskega zatiranja in obnavljanjem izgubljenih dežel, vendar natančno branje pripovedi ne razjasni ali so bila vsa osvojena ozemlja prej Moabitska - v treh zgodbah o pohodih ni nobenega izrecnega sklicevanja na pred moabitsko kontrolo.

## Avtentičnost
Velika večina biblijskih arheologov danes stelo šteje za pristno, na podlagi tega, da tedaj znanstveniki niso poznali drugih napisov primerljive starosti . Do takrat so bile Asirske levje uteži najstarejši napis v feničanskem slogu, ki so ga odkrili.
V letih po odkritju stele so številni znanstveniki podvomili o njeni pristnosti, med njimi Leopold Zunz, Moritz Steinschneider, Moses Gaster, FW Schulz, Gustav Jahn, Rupert Storr in zlasti Albert Löwy, ki je v letih 1887 in 1903 napisal dve monografiji, ki izpodbijata pristnost stele. Njeno pristnost je leta 1944 podrobno oporekal tudi Abraham Yahuda v svojem članku Zgodba o ponarejanju in Mēša napisu.

## Minimalistični pogledi
Thomas L. Thompson, nekdanji profesor teologije na univerzi v Københavnu, tesno povezan s svetopisemskim gibanjem minimalizma, znanim kot Kopenhagenska šola, ki meni, da je "Izrael" problematičen pojem, verjame, da napis na Meševi steli ni zgodovinski, ampak alegorija. Leta 2000 je napisal: »Namesto zgodovinskega besedila napis Meša spada v obširno literarno tradicijo zgodb o kraljih preteklosti ... fraza Omri, kralj Izraela, eponim visokogorskega pokrovitelja Bit Humri, spada v teološki svet Narnije«.